# 青林回族维吾尔族乡
青林乡，是中华人民共和国湖南省常德市桃源县下辖的一个乡镇级行政单位。

## 行政区划
青林乡下辖以下地区：
青林村、金堰村、白洋河村、莫南回维村、采菱村、三岗村、督粮冲村和姜岩村。